# Diaconesses de Reuilly
Pour les articles homonymes, voir Diaconesse et Reuilly.
Les Diaconesses de Reuilly sont une fondation reconnue d'utilité publique qui regroupe une communauté religieuse protestante fondée en 1841 à Paris par le pasteur Antoine Vermeil et Caroline Malvesin et des œuvres sanitaires, médico-sociales et sociales. La communauté compte 75 sœurs consacrées d'origines diverses au sein du protestantisme : réformée, luthérienne, baptiste, mennonite, Armée du salut. 
Initialement constituée en tant qu’association en 1841, reconnue d’utilité publique en 1860, elle a pris la forme juridique d'une fondation en 2009.
La maison-mère, où vivent de façon permanente une vingtaine de sœurs, se trouve à Versailles (Yvelines). Les divers établissements gérés par la Fondation couvrent les champs sanitaire, social et médico-social. Deux mille salariés et bénévoles contribuent au fonctionnement des établissements de la Fondation.

## Historique
Le pasteur Antoine Vermeil rencontre Caroline Malvesin à Bordeaux, où il a été pasteur de 1824 à 1840 dans le quartier des Chartrons, où il fut à l'origine de la création du temple des Chartrons. Caroline Malvesin, qui y dirigeait un pensionnat de jeunes filles, suivit le pasteur à Paris afin de l'aider, lui et son épouse, dans l'organisation d'œuvres charitables. Cette action se concrétisa dans diverses réalisations : infirmerie pour jeunes tuberculeux, refuge pour prostituées, visites et réinsertions de prisonnières.
Outre cette action en faveur des plus déshérités, le pasteur Vermeil et Caroline Malvesin furent inspirés par une communauté religieuse, la Diaconie de Kaiserswerth (Kaiserswerther Diakonie), à la fois hôpital et centre de formation, fondée en Allemagne en 1836 par le pasteur revivaliste Theodor Fliedner et son épouse Friederike Münster sur le modèle des anciennes diaconesses remis à l'honneur par les Frères moraves dès 1745. Antoine Vermeil et Caroline Malvesin conclurent, devant l’état d’un protestantisme français divisé, que la restauration d'ordres religieux pouvait devenir un ferment d’unité dans l’Église.
La fondation de communauté religieuses en général, et donc celle des diaconesses, ne fut pas immédiatement bien accueillie par les églises protestantes. Les concepts de vœux, d'obéissance, d'engagement semblaient aller à l'encontre des fondements de la foi réformée. Le soutien financier et moral fut néanmoins important de la part de certaines personnalités du Réveil telles que Henriette André-Walther.
En 1965, la communauté décide de déménager sa Maison communautaire, de l'Hôpital des Diaconesses de Reuilly aux Ombrages,  à Versailles. Une douzaine de sœurs s'y installent avec sœur Myriam en 1970. L'hôpital de Reuilly est reconstruit, en rasant les vieilles bâtisses du XVIIIe siècle.

## Engagement et démarche éthique
« Les valeurs auxquelles se réfère l’action de la Fondation Diaconesses de Reuilly se résument en quelques mots-clés : ouverture et hospitalité, parole et dignité, compétence et bienveillance, respect et limites, innovation et institution ».
Le conseil d'administration de la fondation est dotée d'un comité d'éthique. 
Les établissements de la fondation sont dotés de groupes de réflexion éthique. 

## Établissements
Les établissements de la Fondation Diaconesses de Reuilly couvrent plusieurs champs de la protection sociale :
- Hôpitaux : établissement de soins palliatifs et d'accompagnement de fin de vie,
- Personnes âgées : soins de suite et de réadaptation gériatrique, Établissements d'hébergement pour personnes âgées dépendantes, Services de soins infirmiers à domicile, Service d'aide à domicile,
- Personnes en situation de Handicap : Foyers d'hébergements, Établissements et services d'aide par le travail, Service d'accompagnement médicosocial pour adultes handicapés, Groupes d'entraide mutuelle,
- Enfance ; Maisons d'enfant à caractère social, Institut médico-éducatif, Institut thérapeutique, éducatif et pédagogique, service d'accueil modulable,
- Enseignement : Institut de formation en soins infirmiers, institut de formation d'aide-soignante, Institut de formation d’auxiliaire de puériculture
- Précarité et insertion : Centres d'hébergement et de réinsertion sociale, Hébergement d'urgence, Résidences d'accueil, Maison-relais, Appartement de coordination thérapeutique,
- Accueil de demandeurs d'asile : accueil d'urgence.

Deux mille salariés et bénévoles contribuent au fonctionnement des établissements de la Fondation

## Gouvernance
Le conseil administration comprend 12 membres bénévoles. Il est présidé par le pasteur Jean-Charles Tenreiro. 